# Blokpolitik
Blokpolitik betegner en politik, som partier med beslægtede partiprogrammer fører i fællesskab, vendt mod de øvrige partier og ofte med et flertal i parlamentet bag sig. Begrebet er kendt på dansk i hvert fald siden 1909. Blokpolitikken indebærer, at partierne i parlamentet er opdelt i forskellige blokke eller grupper. 
Muligheden for blokpolitik i hvert enkelt land hænger dermed naturligt sammen med partisystemets struktur. I topartisystemer, som præger det politiske liv i angelsaksiske lande som Storbritannien, USA og New Zealand, er begrebet ikke så relevant, mens det kan være relevant for den politiske situation i lande med flerpartisystemer, som er den almindelige tilstand i det meste af det kontinentale Vesteuropa.
I Frankrig har valgsystemet til Nationalforsamlingen stimuleret, hvad nogle analytikere betegner som et tobloksystem, hvor de vigtigste partier henholdsvis til venstre og til højre konkurrerer indbyrdes i den første valgrunde om at blive repræsentanten for deres ideologiske gruppe, hvorefter de står samlet i anden valgrunde for at maksimere blokkens samlede repræsentation.
I Sverige har der været en lang og stærk tradition for blokpolitik, hvor regeringerne i adskillige årtier fra 1945 til 2014 enten var rent socialdemokratiske eller udelukkende bestod af borgerlige partier. Dette ændrede sig dog efter valget i 2014, hvor Sverigedemokraterna gik fra 20 til 49 mandater, men ingen af de traditionelle blokke ønskede at samarbejde med dem, og derfor ikke kunne skaffe sig et flertal uden samarbejde over midten.
I Norge er det politiske spektrum traditionelt som i Danmark delt i en rød blok, ledet af Arbeiderpartiet, og en blå blok ledet af Høyre.

## Danmark
Betegnelsen blokpolitik er blevet brugt om en række perioder og situationer i dansk politik i tidens løb. Således om princippet i det tætte samarbejde mellem Venstre og de Konservative og den oppositionspolitik, de to partier sammen førte fra 1950'erne og frem. Udtrykkene "rød blok" og "blå blok" er dog først blevet udbredt langt senere. De optrådte første gang i et dansk dagblad i 1994, hvor Venstres daværende formand Uffe Ellemann-Jensen udtalte til BT, at:"Vi lægger op til, at vælgerne denne gang har et egentligt valg mellem en blå og en rød blok. Det bliver en skrap valgkamp – vælgerne står over for et klart valg." Udtrykkene slog dog først for alvor an godt 15 år senere, hvor de blev brugt flittigt i folketingsvalgåret 2011 og siden har været etablerede talemåder i dansk politisk sprogbrug.
I 2021 regnede analyseinstitutter som Voxmeter og medier som Berlingske med følgende opdeling af partierne i blokke, bl.a. i offentliggørelsen af meningsmålinger:
- Rød blok: Socialdemokratiet, Radikale Venstre, Socialistisk Folkeparti, Enhedslisten, Alternativet og Veganerpartiet
- Blå blok: De Konservative, Liberal Alliance, Dansk Folkeparti, Venstre, Danmarksdemokraterne

Der er dog ikke fuld enighed om afgrænsningen af de danske politiske blokke. Berlingske medregnede således også Stram Kurs og Borgerlisten til blå blok, mens partiet Alternativet i 2017 erklærede, at det hverken opfattede sig som medlem af rød eller blå blok, men som tilhørende et tredje, grønt standpunkt og dermed en egen grøn blok. Alternativet, Veganerpartiet og Enhedslisten har f.eks. også i Odense Kommune indgået et valgforbund til kommunalvalget 2021 som en grøn blok.
Danske politologer studerer ofte graden af blokpolitik i Danmark ved at undersøge partiernes afstemningsadfærd ved tredjebehandling af lovforslag i Folketinget. Ofte optæller man, hvor mange forslag der er vedtaget af det blokpolitiske flertal, der står bag regeringen, hvor mange der har fået støtte fra mindst et parti, der gerne så regeringen væltet, dvs. forslag med brede flertal bag sig, og hvor mange lovforslag der er enstemmigt vedtaget. Når den sidste gruppe behandles særskilt, skyldes det, at en stor del af alle lovforslag ikke indeholder egentlige politiske uenigheder, men har en mere teknisk karakter. Dette var tilfældet for mellem 30 og 45 % af lovforslagene fra 1988 til 2018. I samme periode blev mellem 0 og 25 % af lovene vedtaget med et rent blokflertal.